# Tincourt New British Cemetery
 Tincourt New British Cemetery is een Britse militaire begraafplaats met gesneuvelden uit de Eerste Wereldoorlog, gelegen in de Franse gemeente Tincourt-Boucly (departement Somme).
De begraafplaats werd ontworpen door Herbert Baker en ligt aan de noordwestelijke rand van het dorp op 240 meter van het dorpscentrum (Église Saint-Quentin). Ze heeft een nagenoeg vierkantig grondplan met een schuin afgesneden noordelijke hoek en een oppervlakte van 6.149 m². Het terrein wordt omsloten door een lage bakstenen muur en een haag. De toegang aan de straatzijde bestaat uit een wit stenen gebouw met vierkantig grondvlak en rondboogvormige doorgangen. Het heeft een tentdak afgedekt met monniken- en nonnendakpannen. Een tweedelig metalen hek sluit de toegang af. De Stone of Remembrance staat dicht bij de noordelijke afgeschuinde hoek en het Cross of Sacrifice staat op dezelfde aslijn als het toegangsgebouw maar bij de tegenoverliggende zijde.
Er worden 2.139 slachtoffers herdacht waaronder 257 niet geïdentificeerde. 
De begraafplaats wordt onderhouden door de Commonwealth War Graves Commission.

## Geschiedenis
Na de Duitse strategische terugtrekking tot achter de Hindenburglinie in maart 1917 werden de dorpen Tincourt en Boucly door de Britse troepen bezet. Vanaf mei 1917 tot maart 1918 werd Tincourt een centrum voor Casualty Clearing Stations (CCS). Op 23 maart 1918 werden de dorpen geëvacueerd wegens de dreiging van het Duitse lenteoffensief. Omstreeks 6 september werden ze in vervallen toestand aangetroffen maar vanaf die maand tot december 1918 werden er opnieuw Casualty Clearing Stations gestationeerd.
De begraafplaats werd aangelegd in juni 1917 en bleef in gebruik tot september 1919. De Duitse slachtoffers die tijdens de bezetting van het dorp hier werden begraven liggen in perk VI, rij A. Na de oorlog werd de begraafplaats gebruikt voor het begraven van soldaten die op het slagveld waren gevonden. Vanuit kleine Franse of Duitse begraafplaatsen werden 166 gesneuvelden uit de landen van het Britse Rijk naar hier overgebracht. 
De 136 Amerikaanse soldaten, die hier in de herfst van 1918 werden begraven, en één die in december 1917 sneuvelde plus twee Italiaanse soldaten werden naar andere begraafplaatsen overgebracht.
Onder de geïdentificeerde slachtoffers zijn er 1.372 Britten, 221 Australiërs, 38 Canadezen, 32 Zuid-Afrikanen, 15 Indiërs en 58 Chinezen (tewerkgesteld bij het Chinese Labour Corps). Er liggen ook 152 Duitsers waaronder 7 niet geïdentificeerde.
Zeven Britten en een Australiër worden met Special Memorials herdacht omdat hun graven niet meer gelokaliseerd konden worden en men neemt aan dat ze onder naamloze grafzerken liggen.
De zerken van 21 Britten, 2 Canadezen, 1 Australiër en 1 Zuid-Afrikaan die oorspronkelijk elders waren begraven maar wier graven door oorlogsgeweld werden vernietigd, staan in twee rijen opgesteld en worden herdacht met twee Duhallow Block’s waarop de oorspronkelijke begraafplaatsen van de slachtoffers staan vermeld.

## Onderscheiden militairen
- majoor William Charles Maskell (Royal Field Artillery) werd onderscheiden met de Distinguished Service Order en tweemaal met het Military Cross (DSO, MC and Bar).
- de majoors John Ray (Royal Field Artillery), Aubrey Hugh Darnell (Australian Infantry, A.I.F.) en Thomas Lovell Warner (Leicestershire Regiment) werden onderscheiden met de Distinguished Service Order (DSO).
- kapitein d'Urban Victor Armstrong (Royal Air Force) werd onderscheiden met het Distinguished Flying Cross (DFC).

Volgende officieren werden onderscheiden met het Military Cross:
- luitenant-kolonel J. Jenkins (King's Royal Rifle Corps).
- majoor William Frances Beattie (Royal Field Artillery).
- de kapiteins Leslie Russell Blake (Australian Field Artillery), Duncan Alexander Cameron (Queen Victoria's Own Corps of Guides Infantry (F.F.), A.V.D. Wise (Royal Engineers), John Austin Mahony (Australian Infantry, A.I.F.), William George Wilson (Australian Infantry, A.I.F.), Charles Aubrey Johnson (Australian Infantry, A.I.F.), Godfrey Beaumont Loyd (King's Royal Rifle Corps), Leonard Barron Baird (Royal Army Medical Corps), Alexander John Lindsay Macgregor (Royal Army Medical Corps), E. James Hugh Meynell (South Staffordshire Regiment), John Brannan Raymond (East Surrey Regiment) en Louis Carl Roth (Australian Pioneers); Walter Rewi Hallahan (Australian Infantry, A.I.F.) ontving ook nog de Military Medal (MC, MM).
- de luitenants Thomas Lewis Jones (Worcestershire Regiment), Frederick Theodore Petersen (Australian Engineers), Horace Frost Marris (Royal Engineers), George Ralph Miles (Reserve Cavalry Regiment) en W.B. Foord-Kelcey (Royal Field Artillery); William Emlyn Hardwick (Australian Infantry, A.I.F.) werd tweemaal onderscheiden met het Military Cross (MC and Bar).
- de onderluitenants H. Boden (Australian Infantry, A.I.F.), Charles Henry Mason (London Regiment (Royal Fusiliers)), T.F. Mitchell (Sherwood Foresters (Notts and Derby Regiment), A.H.T. Gent (Sherwood Foresters (Notts and Derby Regiment), James Thomas Hampson (Australian Infantry, A.I.F.) en Sidney Walters (South Staffordshire Regiment).

Volgende militairen werden onderscheiden met de Distinguished Conduct Medal (DCM):
- onderluitenant R.A. Tresise (Manchester Regiment).
- compagnie sergeant-majoor John Pollard (King's Own Yorkshire Light Infantry).
- de sergeanten A.S. Smith (Royal Field Artillery), William Henry O’Hara (Australian Infantry, A.I.F.) en J.W. Sandercock (Dorsetshire Regiment).
- sergeant A.E. Clements (Tank Corps) ontving ook nog de Military Medal (DCM, MM).
- de korporaals W.H. Chapman (South Wales Borderers), S.A. Smith (Royal Army Medical Corps) en A. Prentice (Oxford and Bucks Light Infantry).
- de soldaten F. Barker (Northumberland Fusiliers), Joseph Baxter (Australian Infantry, A.I.F.) en John James Woodhouse (Australian Infantry, A.I.F.).

Nog 47 militairen werden onderscheiden met de Military Medal (MM) waaronder pionier Herbert Caple Danby (Royal Engineers) tweemaal (MM and Bar). Sergeant Grant Murray Pinson (Army Service Corps) werd ook nog onderscheiden met het Belgische Oorlogskruis.

## Minderjarige militairen
- soldaat A.D. Hansen (South African Infantry) was 15 jaar toen hij stierf.
- geleider Richard Nelson Embleton (Royal Field Artillery), pionier Charles Reginald Rebsch Paul (Canadian Railway Troops) en soldaat J.B. Rowe (South African Infantry) waren 17 jaar toen ze stierven.

## Aliassen
Zes militairen dienden onder een alias:
- sergeant Thomas William Frederick Harmes als J. Barnes bij de Dragoon Guards (Prince of Wales' Own).
- geleider Richard Whitham als R. West bij het Australian Army Service Corps.
- soldaat John Robert Francis Gregan als J.R. Regan bij de Australian Pioneers.
- soldaat William John Hawkins als W. Leach bij de Australian Infantry, A.I.F.
- soldaat Frederick Walter Cox als F.C. Smith bij de Australian Infantry, A.I.F.
- soldaat Samuel Wilson Hatfield als Samuel Wilson bij de Canadian Mounted Rifles.